# Miguel Piñera
José Miguel Carlos Piñera Echenique (Santiago, 18 de octubre de 1954-Temuco, 28 de febrero de 2025), más conocido como Negro Piñera, fue un cantante y empresario chileno de ascendencia española (asturiana por parte paterna y vasca por parte materna). Fue hermano del expresidente de Chile Sebastián Piñera.

## Biografía

### Familia y estudios

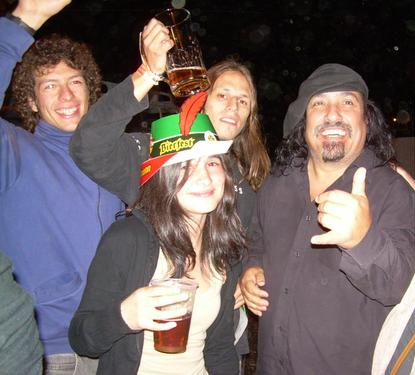
Miguel Piñera, a la derecha, celebrando en Bierfest Valdivia 2007.

Fue el quinto hijo del matrimonio entre José Piñera Carvallo y Magdalena Echenique Rozas. Sus hermanos fueron Guadalupe, José, Sebastián, Pablo y María Teresa Magdalena.
Estudió en el Colegio del Verbo Divino y en el Saint George. En 1964, con diez años de edad, se fue con su familia a vivir al extranjero. Pasó su adolescencia en Bélgica, mientras su padre era embajador en ese país. Su traslado a esa misma función en la OEA, llevó a la familia a vivir en Nueva York. Allí conoció de cerca la cultura estadounidense y asistió al Festival de Woodstock, en 1969. A los 15 años recibió su primera guitarra eléctrica, comenzando su gusto por la música. 

## Carrera
En 1982 lanzó su primer disco con los sencillos «La luna llena» y «Como el sol». Participó en el Festival de la Canción de Viña del Mar de 1983.
Su segundo álbum no tuvo éxito, por lo que Piñera comenzó una carrera como empresario nocturno, abriendo varios pubs, solo o en sociedades, siendo el más famoso de ellos el «Entrenegros» que, en sociedad con Miguelo —también músico de corta trayectoria— abrió a mediados de los noventa en el barrio Suecia, epicentro de la bohemia juvenil de Santiago de esa época.
En 2010 participó en el programa argentino Showmatch, en el segmento Bailando por un sueño, siendo eliminado en la primera gala por Florencia Tesouro.
En 2012, luego de diez años alejado del mundo musical, Piñera lanzó su tercer álbum de estudio, titulado Nostalgia, para el cual sacó treinta mil copias, todas para regalo.
Miguel Piñera se definía a sí mismo como un «obrero del entretenimiento», afirmando con ello su vocación de empresario nocturno.Durante sus últimos años de vida, Miguel Piñera siguió vigente como empresario del espectáculo ofreciendo recitales en pubs y casinos del país, incluso participó de la gala del LXIV Festival Internacional de la Canción de Viña del Mar pocos días antes de su defunción.

## Controversias

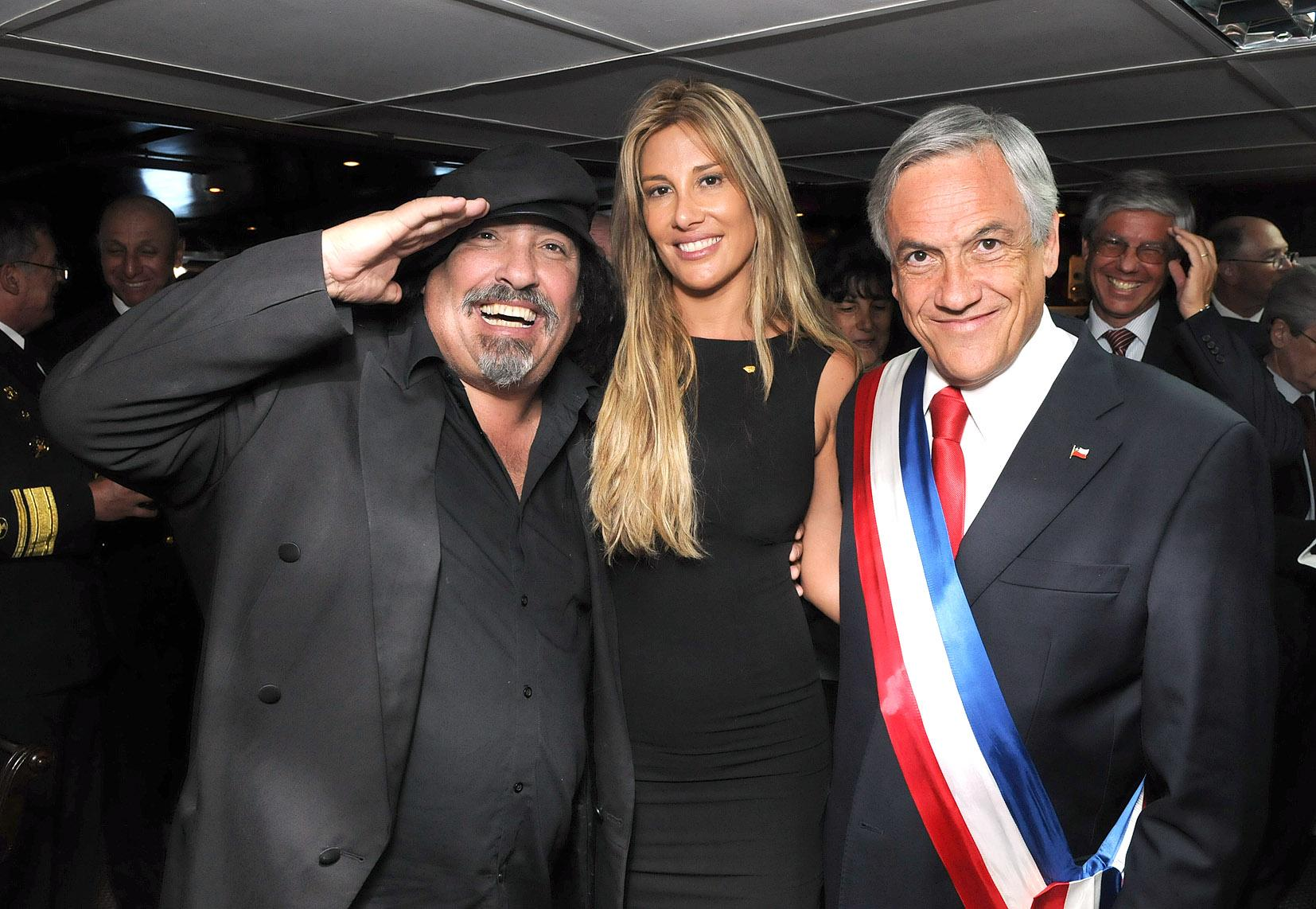
Miguel Piñera junto a su exesposa, Belén Hidalgo, y a su hermano Sebastián en 2010.

En octubre de 2009, mientras  conducía en estado de ebriedad, Piñera protagonizó un accidente de tránsito, impactando con su camioneta Hummer el automóvil de una mujer, quien resultó con lesiones leves. La condena, que podría haber alcanzado los 541 días de prisión, agravada por el hecho de que Miguel huyó luego del accidente, finalmente quedó reducida en agosto de 2010 a 50 horas de trabajo comunitario, las cuales, luego de un año del proceso, aún no había realizado, dándole el Tribunal de Justicia dos meses más de plazo para realizar al menos la mitad de las horas.
En enero de 2010 la revista Foreign Policy lo comparó con Billy Carter, hermano del expresidente Jimmy Carter, por ser el hermano del presidente Sebastián Piñera y poseer una peculiar forma de vida. Realizó diversas declaraciones sobre Sebastián Piñera en medios de prensa, entre ellas Miguel afirmaba que no era mantenido por el presidente o que a su hermano le gustaría parecerse más a él. Con todo, en una entrevista de televisión en 2017, Sebastián Piñera confirmó que le entregaba una "mesada" (suma de dinero mensual) a su hermano Miguel.
En 2004, Miguel Piñera contrajo matrimonio con la modelo argentina Belén Hidalgo. Sin embargo, siete años después se divorciaron. Poco tiempo después, Hidalgo reveló haber sido víctima de violencia intrafamiliar durante su relación con el músico. Tras la separación, Piñera atravesó una grave crisis personal, lo que llevó a su internamiento en la clínica psiquiátrica Santa Sofía, a solicitud de su familia.
En junio de 2018, se viralizó un video donde se puede ver al «Negro» manejando a exceso de velocidad (240 kilómetros por hora) por una carretera nacional, acompañado de un amigo que captura la grave infracción.

## Enfermedad y fallecimiento
En diciembre de 2024, Miguel fue diagnosticado de cáncer linfático (leucemia aguda), con un pronóstico de entre seis meses a un año de sobrevida.
En  febrero de 2025 fue ingresado a la Unidad de Cuidados Intensivos (UCI) del Hospital de Villarrica, tras sufrir de una trombosis en una de sus piernas. Posteriormente, fue trasladado a la Clínica Alemana de Temuco por la gravedad de su condición. Falleció el 28 de febrero de 2025 a los 70 años.
Sus restos reposan en el Cementerio Parque del Recuerdo de Huechuraba junto a su hermano Sebastián, en Santiago de Chile.

## Discografía
- Fusión Latina (1982)
- Buenas Vibraciones (1983)
- Miguel Piñera y Amigos (1985)
- Donde Pidas Voy (1988)
- Miguel Piñera (1988)
- Canciones de Amor y Carrete (1998)
- Mis Raíces (2000)
- Nostalgia (2012)
- Antología (2014)